# Being John Malkovich
Being John Malkovich é um filme americano de 1999 escrito por Charlie Kaufman e dirigido por Spike Jonze, ambos fazendo sua estreia no cinema. É estrelado por John Cusack, Cameron Diaz, Catherine Keener e John Malkovich, que interpreta uma versão fictícia de si mesmo. O filme conta a história de Craig Schwartz, um desempregado que descobre um pequeno portal que leva para a mente do ator John Malkovich. Lançado pela USA Films, o filme foi indicado em três categorias no 72º Oscar: Melhor Diretor por Jonze, Melhor Roteiro Original por Kaufman e Melhor Atriz Coadjuvante por Keener.

## Sinopse
Craig Schwartz é um titereiro desempregado que consegue um emprego de arquivista no andar sete e meio, onde todas as pessoas andam encurvadas. Lá ele descobre um portal, localizado atrás de um pequeno armário, que o leva direto à mente de John Malkovich, onde pode permanecer por quinze minutos em um plano de primeira-pessoa (como se fosse seus olhos) e, logo depois, é lançado à margem de uma estrada. Impressionado com a descoberta, conta a Maxine, colega de trabalho e pretendente de Craig, sobre sua maravilhosa experiência, e assim resolvem alugar a passagem para outras pessoas.

## Elenco
- John Cusack .... Craig Schwartz
- Cameron Diaz .... Lotte Schwartz
- Catherine Keener .... Maxine
- Orson Bean .... dr. Lester
- Mary Kay Place .... Floris
- W. Earl Brown .... Erroll
- John Malkovich .... Ele mesmo
- Carlos Jacott .... agente de Malkovich
- Charlie Sheen .... Charlie
- Spike Jonze .... Derek Mantini
- Sean Penn .... Ele mesmo
- Brad Pitt .... Ele mesmo

## Recepção
No Rotten Tomatoes, o filme possui uma aprovação de 93% com base em 133 críticas.  No Metacritic, o filme tem uma pontuação de 90 em 100, com base em 36 críticas, indicando "aclamação universal". Em 2008, a revista Empire divulgou uma lista com Os 500 Melhores Filmes de Todos os Tempos com base em uma pesquisa com mais de dez mil assinantes, 150 cineastas e 50 críticos de cinema e Being John Malkovich ocupou a posição 441º.

## Prêmios e Indicações
Oscar 2000 (EUA)
- Indicado para 03 Oscar: Diretor, Roteiro Original e Atriz Coadjuvante (Catherine Keener).

Globo de Ouro 2000 (EUA)
- Recebeu quatro indicações, nas categorias de melhor filme em comédia / musical, melhor roteiro e melhor atriz coadjuvante (Catherine Keener e Cameron Diaz).

Prêmio César 2000 (França)
- Indicado na categoria de melhor filme estrangeiro.

BAFTA 2000 (Reino Unido)
- Venceu na categoria de melhor roteiro original.
- Indicado nas categorias de melhor edição e melhor atriz coadjuvante (Cameron Diaz).

Prêmio Bodil 2001 (Dinamarca)
- Indicado como melhor filme americano.

Independent Spirit Awards 2000 (EUA)
- Venceu nas categorias melhor filme de estreia e melhor primeiro roteiro (Charlie Kaufman)
- Indicado na categoria de melhor ator principal (John Cusack).